# Boucardicus magnilobatus
Boucardicus magnilobatus és una espècie de caragol terrestre pertanyent a la família Cyclophoridae.

## Hàbitat
Viu als boscos tropicals i subtropicals secs.

## Distribució geogràfica
Es troba a Madagascar.

## Estat de conservació
Les seues principals amenaces són la degradació del seu hàbitat i la fragmentació de les seues poblacions.